# Symplocos microcalyx
Symplocos microcalyx är en tvåhjärtbladig växtart som beskrevs av Bunzo Hayata. Symplocos microcalyx ingår i släktet Symplocos och familjen Symplocaceae. Inga underarter finns listade i Catalogue of Life.